# Vino gris
El vino gris es un vino rosado muy claro elaborado de a partir de uvas tintas, en particular pinot noir. Cuando la uva es llevada a la bodega, el hollejo es separado de la pulpa de forma de dejar de lado los compuestos de color y sabor de la piel. La uva tinta se prensa suavemente, sin apenas maceración, así prácticamente solo hay extracción de color de las pieles. El zumo se deja fermentar en tanques de acero inoxidable y luego es embotellado sin añejamiento en barricas. En ocasiones se produce un pequeño volumen de vino gris o rosado como forma de mejorar un tinto elaborado a partir de pinot noir. Al quitar algún zumo claro al mosto aumenta la concentración de compuestos de color y sabor de las pieles en el zumo restante, destinado al vino tinto.

## Variedades de uva
Otra uva que es utilizada para producir vino gris es la variedad "gamay", especialmente en Toul (Lorraine), zona que elabora un ligero y apreciado vino gris. La vinificación es similar a la del pinot noir, pero el sabor afrutado de la uva gamay le aporta otros sabores y aromas al vino.
Hay también una variedad denominada vino gris de gris, elaborado a partir de una cepa gris y vinificado como del blanco y el rosado. El más célebre es el que proviene de la cepa garnacha gris G producida en la zona del litoral del Languedoc. Existen también vinos gris de gris a partir de uvas aramon gris G, pinot gris G, picpoul gris, sauvignon gris G y terret gris G.

## Champán blanc de noirs
El champán a menudo es elaborado utilizando el mismo proceso del vino gris. En esos casos se le denomina  blanc de noirs.